# (4304) Geichenko
(4304) Geichenko (1973 SW4) – planetoida z pasa głównego asteroid okrążająca Słońce w ciągu 3,85 lat w średniej odległości 2,45 j.a. Odkryta 27 września 1973 roku.